# Baugé
Baugé is een voormalige gemeente in het Franse departement Maine-et-Loire in de regio Pays de la Loire en telt 3454 inwoners (2004). De plaats maakt deel uit van het arrondissement Saumur.

## Geschiedenis
Op 1 januari 2013 werden de gemeenten Le Vieil-Baugé, Montpollin, Pontigné en Saint-Martin-d'Arcé aangehecht. De nieuwe fusiegemeente kreeg de naam Baugé-en-Anjou.

## Geografie
De oppervlakte van Baugé bedraagt 8,6 km², de bevolkingsdichtheid is 401,6 inwoners per km².
De onderstaande kaart toont de ligging van Baugé met de belangrijkste infrastructuur en aangrenzende gemeenten.

## Demografie
Onderstaande figuur toont het verloop van het inwonertal.
Baugé · Bocé · Chartrené · Cheviré-le-Rouge · Clefs · Cuon · Échemiré · Fougeré · Le Guédeniau · Saint-Quentin-lès-Beaurepaire · Vaulandry